# Dante Grela
Dante Grela (* 13. August 1941 in Rosario/Santa Fe) ist ein argentinischer Komponist und Musikpädagoge.
Grela ist Professor für Komposition, Akustik, Orchestration und elektroakustische Musik der Universidad Nacional de Rosario und Direktor des Studios für elektroakustische Musik der Universität. Er leitet weiterhin das Forschungsprojekt Creación musical e identidad cultural en la creación musical de Latinoamérica am Instituto Superior de Música der Universidad Nacional del Litoral. Seit den 1960er Jahren ist er als Komponist von Werken in kammermusikalischer und Orchesterbesetzung, vor allem jedoch elektroakustischer Werke aktiv.

## Werke
- Música para el film ‚C-65‘ (1965)
- Combinaciones für gemischten Chor, Perkussion und Tonband (1968)
- Ejercicio I für elektronische Klänge auf Tonband (1968)
- Faena für Stimmen, Instrumente, Tonband und Licht (1972)
- Voces für Tonband, Frauenstimme, Posaune, Klavier und Perkussion (1976)
- Frase für elektronische Klänge, Flöte, Fagott, Kontrabass, Klavier und Perkussion (1978)
- Glaciación für Tonband (1979)
- Configuraciones espaciales für elektronische Klänge (1982)
- Composición für Flöte, Klarinette, Tenorsaxophon und elektronische Klänge (1983)
- Relieves für Tonband (1985)
- Intangibles Universos für bearbeitete Stimme und elektronische Klänge (1986)
- De los Mundos Paralelos für Klavier und kammermusikalische Gruppe oder elektronische Klänge auf Tonband (1989)
- Composición für elektronische Klänge (1991)
- Sonoridades für elektronische Klänge auf Tonband, für Gitarre oder für Gitarre und elektronische Klänge (1993)
- Tiempos für elektronische Klänge (1997)
- Mixturas für Klarinette, Altsaxophon, Violine und elektronische Klänge (2002)